# Atomelmélet

Az atom jelenlegi modellje. Középen egy sűrű atommag, elektronfelhővel körbevéve

A kémiában és a fizikában az atomelmélet azt tárgyalja, hogy az idők során hogy változtak az atom megértésével kapcsolatos teóriák. Egy időben úgy gondolták, az atom az anyag legkisebb építőköve. Egy filozófiai elgondolásból indult az ókori Görögországban, mely a kora 19. században teljesedett ki a tudományok körében, amikor is a kémia területén végzett kutatások bebizonyították, hogy az anyag valóban úgy viselkedik, mintha atomok építenék fel.
Az atom elnevezés az ógörög atomosz szóból származik, jelentése "oszthatatlan". A 19. századi kémikusok kezdték el használni a kifejezést az egyre növekvő számú, tovább nem bontható kémiai elemekkel kapcsolatban. Habár a 20. század kezdetén az elektromágnesességet és radioaktivitást kutatók rájöttek, hogy az úgynevezett "oszthatatlan atom" valójában különböző szubatomi részecskék (legfőképpen protonok, elektronok és neutronok) halmaza, melyek egymástól elkülönítve is létezhetnek. Igazából bizonyos extrém körülmények között, mint például neutroncsillagokban, ahol a rendkívüli hőmérséklet és nyomás alatt egyáltalán nem létezhetnek atomok. A tudósok később ezeket nevezték el elemi részecskéknek, és őket nyilvánították oszthatatlannak, és bár nem elpusztíthatatlanok, részei az atomnak. A szubatomi részecskékkel foglalkozó tudományág a részecskefizika, ahol a tudósok a természet legalapvetőbb alkotóit kutatják.

## Történet

### Filozófiai atomizmus
Az ötlet, hogy az anyag nagyon kis egységekből épül fel, már több ókori kultúrában is felvetődött, így Görögországban és Indiában. Ezek viszont sokkal inkább filozófiai és teológiai érveléseken alapultak, mintsem bizonyítékokon és kísérleteken. Éppen emiatt nem győzött meg mindenkit, így az atomizmus csak egy volt a számos természeti-anyagi összefüggést bizonyítani próbáló elmélet közül. Egészen a 19. századig feledésbe merült a teória, akkor viszont a tudományos, kémiai felfedezéseknek köszönhetően beigazolódni látszott.

### Dalton
A 18. század vége felé két, atomi elméletre nem utaló elmélet született. Az első volt a tömegmegmaradás törvénye, melyet Antoine Lavoisier dolgozott ki 1789-ben. Ez azt állította, hogy az össztömeg egy kémiai reakcióban állandó marad (tehát a reagensek tömege megegyezik a termékekével).

A másik volt az állandó tömegarányok törvénye, melyet először Joseph Louis Proust francia kémikus bizonyított 1799-ben. A törvény alapján ha egy vegyületet elemeire bontunk, alkotórészei tömegének aránya ugyanannyi marad, függetlenül a kiindulási anyag mennyiségétől.
John Dalton az utóbbi munkákat tanulmányozva és bővítve alkotta meg a többszörös tömegarányok törvényét: Ha két elem egymással többféle vegyületet is alkothat, akkor ha az egyik elem meghatározott tömegű másik elemmel vegyül, a tömegek aránya egész számok hányadosa lesz. Proust például az ón-oxidokat vizsgálva azt vette észre, hogy az egyik ón-oxid összetétele 88,1% ón és 11,9% oxigén, a másiké viszont 78,7% ón és 21,3% oxigén (nevezetesen az ón(II)- és ón(IV)-oxid volt ez a két anyag). Dalton ezekből a százalékokból azt a következtetést vonta le, hogy 100 gramm ón 13,5 vagy 27 gramm oxigénnel tud egyesülni; a 13,5 és a 27 aránya pedig pont 1:2. Úgy találta, hogy az atomelmélettel tökéletesen magyarázható a kémia rendje. Proust kísérletei esetén 1 ónatom 1 vagy 2 oxigénatommal is alkothat vegyületet.
Dalton az atomelmélettel magyarázta azt a jelenséget is, hogy a víz különböző gázokat eltérő mértékben tud megkötni – a szén-dioxid például sokkal jobban oldódik vízben, mint a nitrogén. Dalton hipotézise szerint ez a gázok eltérő tömegének és az azt felépítő részecskék összetettségének tulajdonítható. És valóban, a CO2 molekulák jóval nagyobb méretűek és tömegűek a N2 molekuláknál.
Dalton elmélete volt az is, hogy minden elem sajátos összetételű atomokból épül fel, és bár ezek kémiai úton nem változtathatók meg és nem pusztíthatók el, egymással kombinálhatók és ezzel bonyolultabb struktúrák hozhatók létre (vegyületek). Ez volt az első tudományos magyarázat az atomok létezésére, mivel Dalton minden következtetésére kísérletezéssel és vizsgálatokkal jutott.

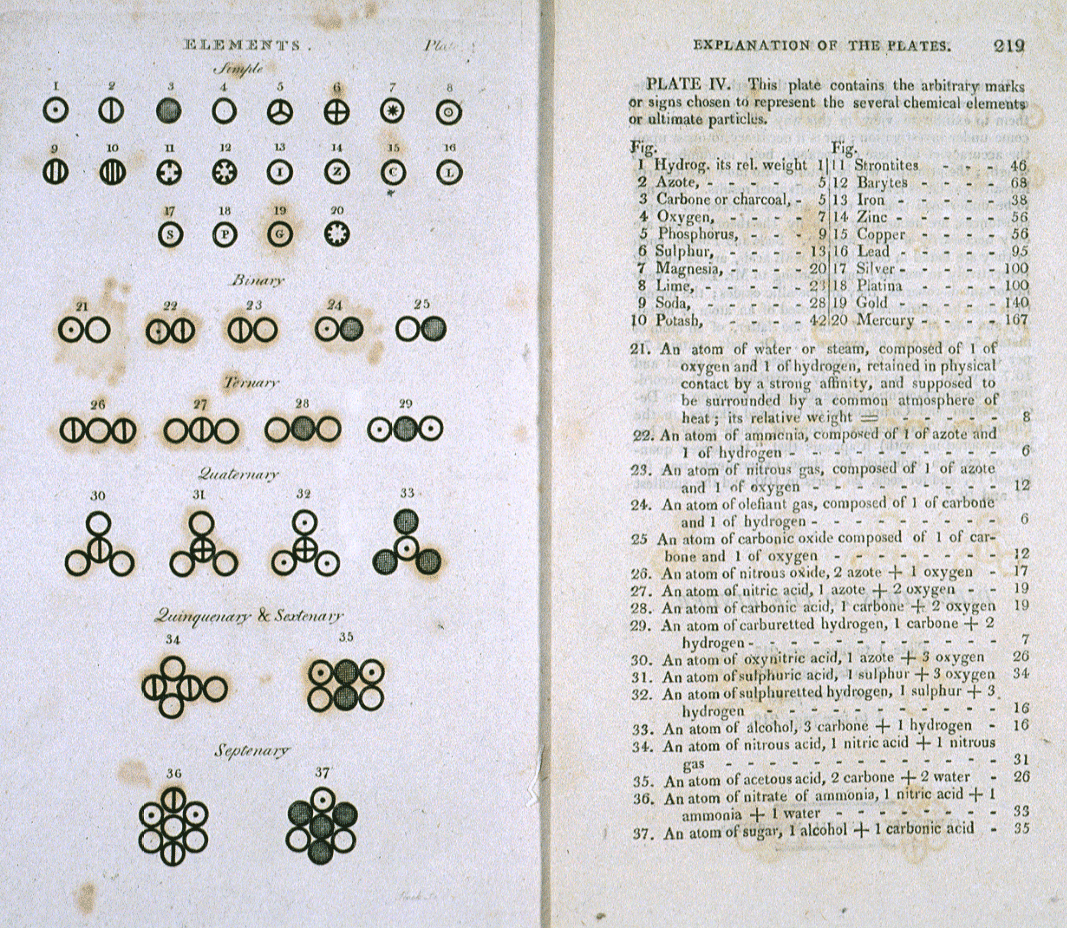
Különféle atomok és molekulák, ahogy John Dalton 1808-as könyvében ábrázolta

1803-ban Dalton szóban mutatta be első listáját számos anyag relatív atomtömegéről. Az iratot 1805-ben publikálta, de nem vezette le pontosan számításainak menetét. Azokat 1807-ben egy ismerőse, Thomas Thomson tárta fel A kémia szisztémája című könyvének harmadik kiadásában. Végül Dalton is leírta azokat teljes mértékben A kémiai filozófia egy új szisztémája c. könyvében 1808-ban és 1810-ben.
Az atomtömegeket Dalton az alkotott vegyületekben a tömegarányokhoz igazodva határozta meg, a hidrogénatomot véve egységnyinek. Azzal viszont nem számolt, hogy bizonyos elemek csak molekulákban léteznek – pl. a tiszta oxigén kétatomos O2 molekulákként fordul elő. Emellett tévesen azt gondolta, hogy egy adott vegyületben egyféle atom csak egyszer szerepelhet (a vizet HO-nak gondolta, nem H2O-nak). Felszerelésének kezdetlegessége mellett ez is ronthatott eredményeinek pontosságán. 1803-ban az oxigént 5,5-ször nehezebbnek mérte a hidrogénnél, mert a vízben 5,5 gramm oxigén jut 1 gramm hidrogénre a HO képlet alapján. 1806-ban jobb adatot mért, azt állította, hogy valójában 7-nek kell lennie, mintsem 5,5-nek, és ezt a tömeget vélte valósnak élete végéig. Mások akkoriban úgy mérték, hogy ha a hidrogén tömege 1, az oxigénének 8-nak kell lenni; bár akkor még mindenki a Dalton-féle HO képletet használta, nem is feltételezték a H2O lehetőségét.

### Avogadro
Dalton elvének hibáit Amedeo Avogadro javította ki 1811-ben. Avogadro azt állította, hogy bármely két gázban, melyek térfogata, nyomása és hőmérséklete is megegyezik, azonos számú molekula található meg (más szavakkal, a gáz részecskéi nem befolyásolják a térfogatot, melyet a gáz elfoglal). Ezzel a törvénnyel már rá tudott bukkanni számos kétatomos gáz szerkezetére azzal, hogy megmérte a térfogatot, amelyen reakcióba vitte őket. Például ha 2 dm3 hidrogén 1 dm3 oxigénnel reagál, és ekkor 2 dm3 vízgőz keletkezik, akkor arra következtethetünk, hogy az oxigénmolekulák kettéváltak, és így lett belőlük két vízmolekula. Ennélfogva Avogadro az oxigén, és több másik elem atomtömegét is jóval pontosabban meg tudta becsülni, és az atomok és molekulák közti különbséget is tisztábban fel tudta vázolni.

### Brown-mozgás

A vízmolekulák és a pollenszemcse ütközése eredményezi a pollen véletlenszerű mozgását.

1827-ben a brit botanikus Robert Brown megfigyelte, hogy a pollenszemcsék a vízben össze-vissza ugrálnak bármi látszólagos ok nélkül. 1905-ben Albert Einstein gondolata az volt, hogy ezt a Brown-mozgást a pollenszemcsék és a vízmolekulák szüntelen ütközése okozza, és ezt egy hipotetikus matematikai modellel mintázta. Ezt a modellt egy 1908-as kísérletében igazolta Jean Perrin francia fizikus, ezzel további bizonyítékot szolgáltatva a részecske- és az atomelméletre.

### A szubatomi részecskék felfedezése

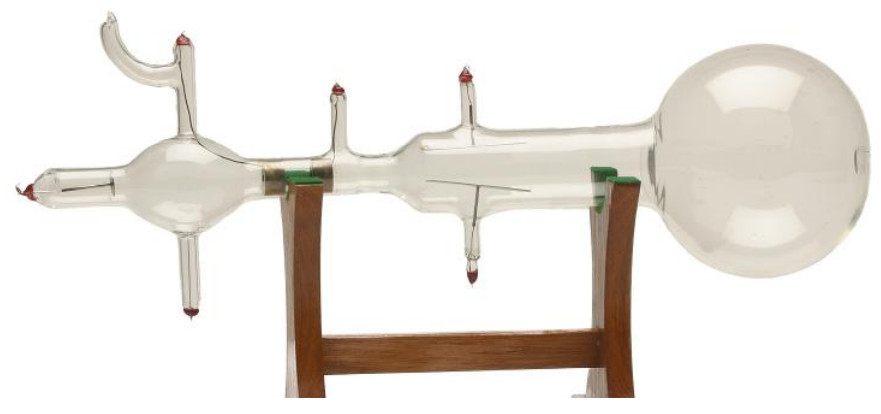
Crookes-cső

A katódsugarakat (kék) kibocsátja a katód, a rések sugárnyalábbá alakítják, majd meghajlik, ahogy két elektromosított lemez közt átmegy.

Egészen 1897-ig az atomokat gondolták a legkisebb létező részecskéknek, amikor is J.J. Thomson katódsugarakkal végzett kísérletei során felfedezte az elektront.
A Crookes-cső egy zárt üvegedény, melyben a két elektród vákuummal van elválasztva egymástól. Ha az elektródákra feszültséget kapcsolnak, akkor katódsugarak keletkeznek, ezek pedig világító foltot hagynak, ahogy hozzáütköznek az üveghez a cső másik végén. Thomson rájött, hogy ezeket a sugarakat egy elektromos mező eltérítheti (a mágneses mezőn kívül, mely akkor már ismert volt). Azt állította, hogy ezek a sugarak nagyon könnyű, negatív töltésű részecskékből állnak, melyeknek a "testecske" nevet adta (ezt később más tudósok nevezték el elektronnak). Megállapította azt is, hogy ez a részecske mintegy 1800-szor kisebb a hidrogénnél, a legkisebb atomnál. Ezek a testecskék minden addig ismert részecskénél apróbbak voltak.
Thomson úgy vélte, hogy az atomok igenis felbonthatók, és a testecskék annak építőkövei. Az atomok elektromos semlegességét azzal magyarázta, hogy ezek a testecskék egy pozitív töltésű "masszában" vannak; ez volt az ún. mazsolás puding modell, mivel az elektronok úgy voltak beágyazódva a pozitív töltésbe, ahogy a mazsolák a karácsonyi pudingba (habár Thomson modelljében nem voltak helyhez kötve).

### Az atommag felfedezése

A Geiger-Marsden kísérlet
Baloldalt: Várt eredmény: Az alfa-részecskék átmennek a mazsolás puding modellen elhanyagolható hajlásszöggel.
Jobboldalt: Megfigyelt eredmények: a részecskék egy része irányt változtat a koncentrált pozitív töltések hatására.

Thomson mazsolás puding elméletét egy korábbi diákja, Ernest Rutherford cáfolta meg 1909-ben, aki megállapította, hogy a tömeg nagy része és a pozitív töltés egésze az atom kellős közepén koncentrálódik, egy parányi kis pontban.
A Geiger-Marsden kísérletben Hans Geiger és Ernest Marsden (Rutherford rendelkezése alatt álló munkatársai) alfa-részecskéket lőttek keresztül egy vékony fémlapon, majd fluoreszkáló képernyő használatával megvizsgálták azok elhajlását. Az elektronok kis tömegéből, az alfa-részecskék nagy lendületéből és a mazsolás puding modellben kis koncentrációt képviselő pozitív töltésből arra következtettek, hogy a részecskék mindegyike áthatol a fémlapon csekély elhajlással. Meglepődésükre az alfa-részecskék egy része igen jelentős elhajlást mutatott. Rutherford arra következtetett, hogy az atom összes pozitív töltésének egy parányi térfogatrészben kell összpontosulnia, hogy olyan elektromos teret hozhasson létre, mely ilyen erősen elhajlítja az alfa-sugarakat.
Ennek hatására indítványozta Rutherford a bolygószerű atommodelljét (ez az ún. Rutherford-féle atommodell), melyben az elektronok a pozitív töltést hordozó pici atommag körül keringenek.

### Első lépések az atom kvantumfizikai modellje felé
Rutherford atommodelljének két nagy hiányossága volt. Az egyik, hogy a nap körül keringő bolygóktól eltérően az elektronok töltött részecskék. Mint tudták, egy gyorsuló elektromos töltés elektromágneses hullámokat ad le a Larmor-képlet alapján. Egy keringő töltésnek a középpont felé kellene haladnia, és a másodperc törtrészéig összeütköznie azzal, miközben fokozatosan energiát veszítene. A másik, hogy a bolygószerű modell nem magyarázza az atom erős sugárzását és annak abszorpciós spektrumát, melyet megfigyeltek.

Az atom Bohr-modellje

A kvantumelmélet forradalmasította a fizikát a 20. század elején, amikor Max Planck és Albert Einstein azt feltételezte, hogy a fényenergiát kvantumoknak nevezett mennyiségekben bocsátják ki vagy nyelik el az anyagok. Niels Bohr ezt az elméletet építette be saját atommodelljébe (ez az ún. Bohr-féle atommodell), melyben az elektron csak bizonyos pályákon keringhet az atommag körül, meghatározott perdülettel és energiával, az atommagtól pedig energiájától függően különböző távolságokban lehet. Ebben a modellben az elektron nem közeledhet a mag felé, mert folyamatosan nem veszíthet energiát; ehelyett csak hirtelen "kvantumugrásokat" tehet a meghatározott energiaszintek között. Mikor ez megtörténik, a fény az energiaváltozás mértéktől függő frekvencián bocsátódik ki vagy nyelődik el.
A Bohr-modell sem volt tökéletes, csak a hidrogén színképvonalait tudta megjósolni, a több elektronnal bíró atomokét nem. Még rosszabb volt, hogy a spektográfiás technológia fejlődésével a hidrogénnek több színképvonalát figyelték meg, melyeket már a Bohr-modell sem tudott megmagyarázni. 1916-ban Arnold Sommerfeld ellipszis alakú pályákat adott a modellhez, ezzel magyarázta az extra emissziós vonalakat, de ezzel nagyon nehezen használható lett az atommodell, és a bonyolultabb atomok szerkezete még mindig nem lett kiderítve.

### Az izotópok felfedezése
A radioaktív bomlás termékeit vizsgálva 1913-ban Frederick Soddy radiokémikus arra a felfedezésre jutott, hogy a periódusos rendszer ugyanazon helyén több elem is szerepelhet. Ezeknek az elemeknek Margaret Todd az izotóp nevet adta.
Ugyanabban az évben J.J. Thomson azzal végzett kísérleteket, hogy neonionokat áramoltatott át mágneses és elektromos mezőn, melyek a végén egy fényképészeti lemeznek ütköznek. A lemezen két világító foltot vett észre, melyeket két különböző elhajlási pályaként írt le. Ezt Thomson a neonionok eltérő tömegének tulajdonította. Ezt a tömegbeli eltérést 1932-ben, a neutronok felfedezése után tudják magyarázni.

### A nukleáris részecskék felfedezése
1917-ben Rutherford nitrogéngázt bombázott alfa-részecskékkel, és megfigyelte, hogy ennek hatására hidrogénatommagok lépnek ki abból (felismerte ezeket, mert korábban már hidrogéngáz alfa-sugaras bombázásával is létrehozott ilyen részecskéket). Azt állította, hogy ezek magából a nitrogénből léptek ki (gyakorlatilag széthasította az atomjait).
A saját munkájából és tanítványai, Bohr és Henry Moseley munkájából rájött, hogy bármely atom pozitív töltése egyenlő lehet egész számú hidrogénatommagokéval. Ez azzal a ténnyel párosulva, hogy számos elem atomtömege felbontható egész számú hidrogénatom tömegére arra engedte következtetni, hogy a hidrogén atommagja egyetlen részecskéből áll, mely minden más atommagnak is építőköve. Ezt a részecskét protonnak nevezte el. További kísérletezéseiből arra is rájött, hogy a legtöbb atom atomtömege meghaladja a benne lévő protonok tömegét; arra gondolt, hogy a többlettömeg addig még ismeretlen, semleges töltésű részecskéktől származik, melyekre próbaképpen neutronokként hivatkoztak.
1928-ban Walter Bothe számolt be arról, hogy a berillium sok mindenen áthatoló, elektromosan semleges sugárzást bocsátott ki az alfa-részecskékkel való bombázás hatására. Később azt is megfigyelték, hogy ez a sugárzás képes kiszorítani a hidrogént a paraffinviaszból. Először azt gondolták, hogy nagy energiájú gamma-sugárzásról van szó, mivel annak is hasonló hatása volt a fémek elektronjaira, James Chadwick szerint viszont az ionizációs hatás túl erős volt, hogy elektromágneses sugárzás legyen; akkora volt, hogy energiája és lendülete a kölcsönhatások után is megmaradt. 1932-ben Chadwick több elemet, hidrogént és nitrogént is kitett a titokzatos "berillium-sugárzásnak", majd a visszapattanó töltött részecskék energiáját megmérve arra következtetett, hogy a sugárzás valójában elektromosan semleges töltésű, és a gamma-sugárzástól eltérően tömeggel is kell rendelkeznie, méghozzá a protonéhoz hasonló tömeggel. Chadwick ezeket Rutherford neutronjainak vélte. A neutron felfedezéséért James Chadwicket Nobel-díjjal jutalmazták 1935-ben.

### Az atom kvantumfizikai modellezése

A neonatom öt telített atompályája szétválasztva, balról jobbra a növekvő energia felé rendezve (az utolsó három pálya energiája megegyezik). Minden pálya két-két elektront hordoz, melyek legvalószínűbb helyzete a színes buborékokban van. Az elektronok mindkét orbitális zónában jelen vannak, a különböző színek csak a hullámfázisokat különítik el.

1924-ben Louis de Broglie azt mondta, hogy minden mozgó részecske—különösen az elektronhoz hasonló szubatomi részecskék–hullámokhoz hasonlítható viselkedést mutatnak. Erwin Schrödinger ennek az ötletnek hatására azt állította, hogy egy elektron atomon belüli elhelyezkedése jobban megállapítható, ha hullámként, mintsem részecskeként tekintünk rá. Schrödinger 1926-ban publikált egyenlete egy elektront hullámfüggvényekkel ír le ahelyett, hogy egy pontnyi részecskeként nézné. Ez a fajta megközelítés sok olyan spektrális jelenségre megadta a választ, melyre Bohr modellje nem tudta. Habár a koncepció matematikailag helytálló volt, elképzelése bonyolultnak, sőt ellentétesnek bizonyult. Egyik kritikusa, Max Born azt állította, hogy a Schrödinger-féle hullámfüggvény az elektront nem, de annak minden lehetséges helyzetét leírja, mely arra használható, hogy az atommag körül egy adott ponton az elektron megtalálásának valószínűségét kiszámítsuk. Ez összeegyeztette a szemben álló elméleteket, és bevezetést nyújtott a hullám-részecske kettősség szemlélésébe. Ezzel azt állították, hogy az elektron mind a hullámok, mind a részecskék tulajdonságait magán hordja. Például ugyanúgy megtörhető, mint egy hullám, ugyanakkor tömeggel rendelkezik, mint egy részecske.
Az elektron hullámformaként való leírása matematikailag lehetetlen, ugyanis nem lehet egyidejűleg a pozícióját és a lendületét is meghatározni. Ez a Heisenberg-féle bizonytalansági alapelvként vált ismertté Werner Heisenberg elméleti fizikus után, aki először 1927-ben írta le és publikálta a jelenséget. Ez érvénytelenítette a Bohr-modellt és annak tisztán, világosan definiált körkörös elektronpályáit. A modern atommodell a valószínűségen alapulva írja le az elektron atomon belüli helyzetét. Az elektron megtalálható bárhol az atommag körül, de energiaszintjétől függően egyes régiókban nagyobb valószínűséggel tartózkodik; ez a régió maga az atompálya. A pálya különböző alakú lehet: gömb, súlyzó, oszlopláb, stb., de középpontja mindig az atommag.

## Fordítás
Ez a szócikk részben vagy egészben  az   Atomic theory című angol Wikipédia-szócikk ezen változatának fordításán alapul.  Az eredeti cikk szerkesztőit annak laptörténete sorolja fel. Ez a jelzés csupán a megfogalmazás eredetét és a szerzői jogokat jelzi, nem szolgál a cikkben szereplő információk forrásmegjelöléseként.